# Wladimir Petrowitsch Leonow
Wladimir Petrowitsch Leonow (russisch Владимир Петрович Леонов; * 25. April 1937 in Tula) ist ein ehemaliger sowjetischer Radrennfahrer und nationaler Meister im Radsport.

## Sportliche Laufbahn
Leonow war Bahnradsportler. Er war Teilnehmer der Olympischen Sommerspiele 1956 in Melbourne und der Spiele 1960 in Rom. 1956 bestritt er das Tandemrennen und wurde mit seinem Partner Rostislaw Wargaschkin als 9. klassiert. Im Tandemrennen 1960 holte er mit Boris Wassiljew die Bronzemedaille.
Leonow gewann drei nationale Titel im Bahnradsport. 1958 und 1959 wurde er Meister im Sprint, 1961 auf dem Tandem.